# Sandwich-Panzerwagen

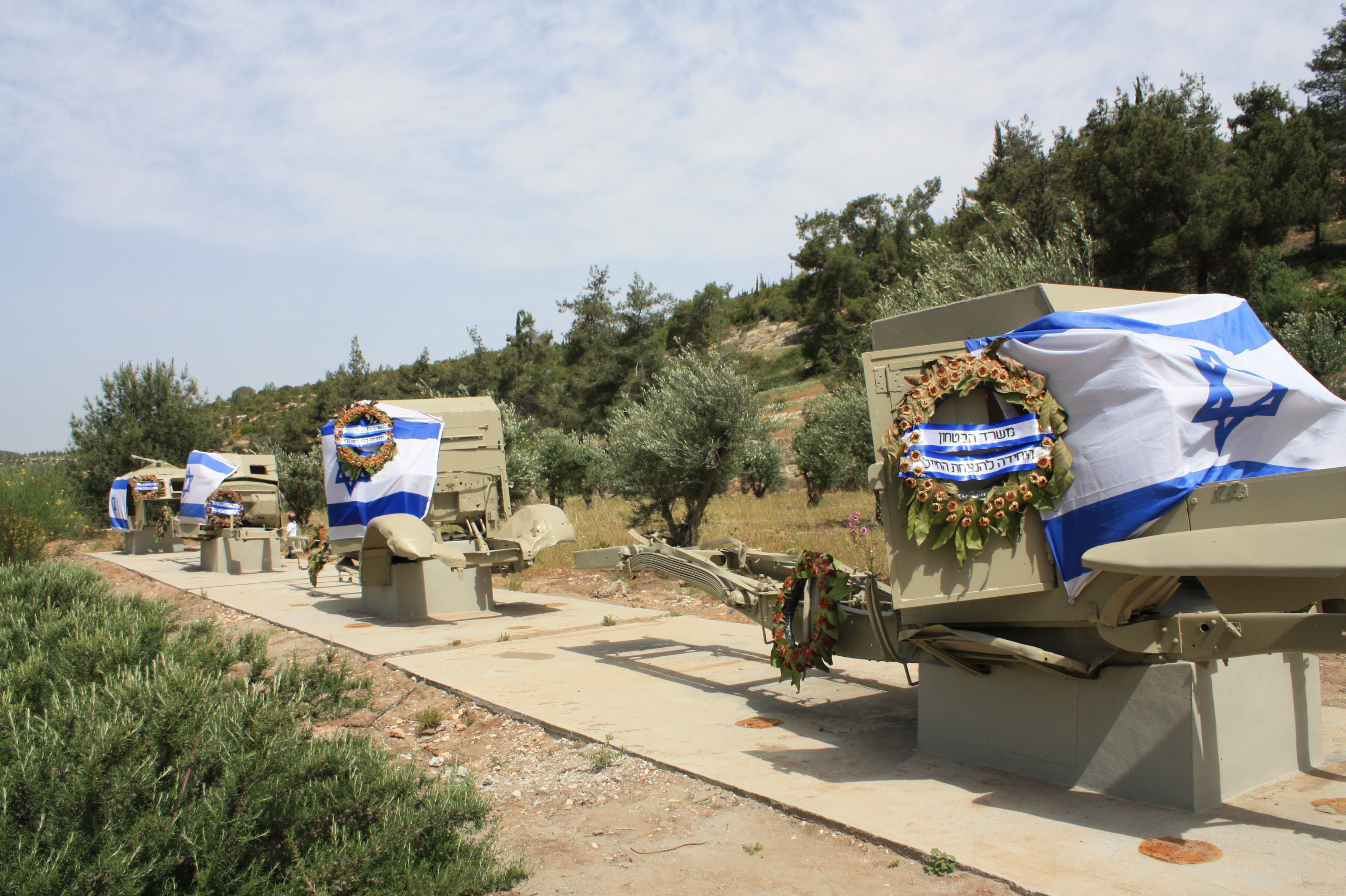
Denkmal der gepanzerten Konvoifahrzeuge bei Bab el Wad

Die Sandwich-Panzerwagen waren Fahrzeuge der Hagana zur Zeit der Staatsgründung Israels. Es handelte sich dabei um Lastkraftwagen, die mit primitiven Mitteln mit Stahlblech und Holz gepanzert wurden, um Personentransporte zwischen Tel Aviv und Jerusalem, sowie zu isolierten jüdischen Siedlungen durchführen zu können.

## Geschichte
Der Einsatz der Sandwich-Panzerwagen begann während des Arabischen Aufstands gegen die jüdische Bevölkerung von 1936 bis 1939. Ende 1947 war die Hagana nach wie vor eine Untergrundorganisation, der die offizielle Beschaffung von gepanzerten Fahrzeugen aus dem Ausland verwehrt war.
Deshalb wurden leichte 4-t-LKW verwendet, die von der britischen Armee abgestoßen wurden. Ein hölzerner Kofferaufbau mit 50 mm Wandstärke wurde innen und außen mit 4 mm dickem Stahlblechen beplankt, daher die Bezeichnung „Sandwich“. So wurde ein gewisser Schutz gegen Beschuss mit leichten Waffen erreicht. Die Seitenwände waren bis auf einige Schießscharten geschlossen. Zur Gewichtseinsparung wurde das Dach teilweise durch Drahtgitter ersetzt, genannt „Butterfly“ (Schmetterling), das zur Granatenabwehr diente. Der Fahrzeugboden blieb weitgehend ungepanzert. Die Panzerung bedeutete dennoch ein erhebliches zusätzliches Gewicht, was Motor und Fahrwerk ständig an die Belastungsgrenze brachte. Die möglichen Fahrgeschwindigkeiten waren gering, die Fahrzeugführer wurden hart beansprucht. Dennoch bewährten sich die Fahrzeuge in der Versorgung isolierter Siedlungen im Negev.
Im Frühjahr 1948 verschärften sich die Kämpfe, und die Araber hatten zunehmende Erfolge in der Zerstörung der Panzerwagen, besonders am Bab el Wad zwischen Latrun und Castel bei der Belagerung des jüdischen Teils von Jerusalem. Daraufhin wurde der Einsatz der Sandwich-Panzerwagen eingestellt. Insgesamt wurden etwa einhundert Sandwich-Panzerwagen gebaut.
Heute ist ein Sandwich-Panzerwagen des 34. Bataillon der 3. Brigade „Alexandroni“ der Hagana im Militärmuseum von Latrun ausgestellt. Am Bab el Wad liegen mehrere Wracks dieser Fahrzeuge neben der Nationalstraße , die als Gedenkstätte konserviert werden.